# Marie-Pierre Duros
Marie-Pierre Duros, później Toudret (ur. 7 czerwca 1967 w Saint-Brieuc) – francuska lekkoatletka, specjalizująca się w biegach średnio i długodystansowych, dwukrotna uczestniczka letnich igrzysk olimpijskich (Seul 1988, Barcelona 1992). Sukcesy odnosiła również w biegach przełajowych.

## Sukcesy sportowe
- mistrzyni Francji w biegu na 1500 metrów – 1989[1]
- czterokrotna mistrzyni Francji w biegu na 3000 metrów – 1987, 1988, 1991, 1992
- mistrzyni Francji w biegach przełajowych – 1991

| Rok  | Miasto    | Zawody                                    | Konkurencja    | Wynik         |
| ---- | --------- | ----------------------------------------- | -------------- | ------------- |
| 1985 | Chociebuż | Mistrzostwa Europy juniorów               | bieg na 1500 m | srebrny medal |
| 1988 | Auckland  | Mistrzostwa świata w biegach przełajowych | drużynowo      | brązowy medal |
| 1989 | Stavanger | Mistrzostwa świata w biegach przełajowych | drużynowo      | srebrny medal |
| 1991 | Sewilla   | Halowe mistrzostwa świata                 | bieg na 3000 m | złoty medal   |

## Rekordy życiowe
| konkurencja         | na stadionie                    | w hali                        |
| ------------------- | ------------------------------- | ----------------------------- |
| bieg na 1500 metrów | 4:10,14 – Barcelona, 05/08/1992 |                               |
| bieg na 3000 metrów | 8:38,97 – Nicea, 10/07/1989     | 8:50,69 – Sewilla, 09/03/1991 |